# آفت زندگی یا مرفین
آفت زندگی یا مرفین فیلمی به کارگردانی و نویسندگی محمدعلی جعفری محصول سال ۱۳۳۹ است.

## خلاصه داستان
حمید موسیقی دان جوانی است که در جامعهٔ هنری آوازه‌ای دارد و در هتل‌ها و کاباره‌ها برنامه اجرا می‌کند…

## بازیگران
- شهلا ریاحی
- محمدعلی جعفری
- احمد قدکچیان
- حمیدرضا صارمی
- غلامعلی روانبخش
- رضا عبدی
- سهیلا
- اکبر نجات
- فرهنگ امیری
- اسکندر